# Der Bettler vom Kölner Dom
Der Bettler vom Kölner Dom ist der Titel eines Stummfilmdramas, das von Rolf Randolf 1927 nach einem Drehbuch von Emanuel Alfieri in Köln realisiert wurde. Es ist ein Detektivfilm mit Action- und Abenteuereinlagen, der mit allen Tricks und Details dieses Genres aufwartet: einem cleveren Ermittler, betrügerischen Frauen und jeder Menge Verfolgungsszenen zu Lande und zu Wasser, sogar in einem Schnellboot auf dem Rhein.
Der Film ist darüber hinaus mittlerweile auch ein historisches Dokument, da er im alten, vom Krieg noch unversehrten Köln entstanden ist und Originalaufnahmen vom Kölner Karnevalsumzug der Saison 1926/27 enthält.
Er wurde durch die Internationale Film A.G. IFA Berlin hergestellt, Produzent war Rudolf Meinert. Die Aufnahmeleitung hatte Arthur Bredow. Die Filmbauten entwarf Gustav A. Knauer. Willy Hameister war Chefkameramann.

## Handlung
Der Interpol-Agent Tom Wilkins steigt – als indischer Maharadscha getarnt – im exklusiven Hotel Excelsior ab, um einer als Bettler verkleideten Diebesbande das Handwerk zu legen. In der Nobelherberge in Sichtweite des Doms logiert auch die schwerreiche Amerikanerin Mabel Strong. Auf sie haben es die Juwelendiebe, die im Hotel-Chauffeur einen Komplizen an zentraler Stelle sitzen haben, abgesehen. Erst nach Verfolgungsjagden mit Boot und Auto und zahlreichen Verwicklungen kann der Held die reiche Lady vor einem Bombenanschlag und den fiesen Räubern bewahren.

## Hintergrund
Der Film lag am 13. März 1927 der Zensurbehörde vor und wurde „ohne Ausschnitte zur Vorführung vor Erwachsenen genehmigt“. Die Uraufführung fand am 18. Februar 1927 in Köln statt. In Berlin kam er Ende März 1927 im Emelka-Palast zur Erstaufführung. Den Verleih für ganz Deutschland hatte die „Meinert-Film GmbH. im Konzern der IFA“.
Der Film wurde auch in Frankreich gezeigt; dort hieß er “Le mendiant de la cathédrale de Cologne”.
Tom Wilkins wurde von Henry Stuart gespielt, der hier wie in anderen Filmen den Gentleman und noblen Liebhaber gibt. Den Anführer der Ganoven stellte der bekannte Schauspieler Carl de Vogt dar, der bereits in bedeutenden Stummfilm-Produktionen wie „Die Spinnen“ (Fritz Lang 1919) oder „Nathan der Weise“ (Manfred Noa 1922) mitwirkte und auch als Sänger auf Grammophonplatten und im Rundfunk in Erscheinung trat. Die Amerikanerin Mabel Strong wurde von der ungarischen Schauspielerin Elza Temáry verkörpert, welche auch in Filmen wie „Überflüssige Menschen“ (Alexander Rasumny 1925) oder „Gefahren der Brautzeit“ (Fred Sauer 1929), dort neben Marlene Dietrich, zu sehen war. Die beiden komischen Detektive Müller und Schmitz wurden von den österreichischen Komikern Hermann Blaß und Carl Geppert gespielt.
Da die originale Kinomusik von Hans May aus dem Jahr 1927 als verschollen gilt, erhielt der Münchner Komponist Pierre Oser von ZDF/Arte und dem WDR Köln den Auftrag, eine neue Filmmusik zu schreiben. Sie wurde 2009 vom Rundfunkorchester des WDR unter der musikalischen Leitung von Titus Engel eingespielt.
Der Film wurde vom Kulturkanal ARTE mit der neuen Musikfassung am Montag, den 15. Januar 2010 um 00.20 Uhr ausgestrahlt.

## Rezeption
In der zeitgenössischen Kritik hat der Film auch außerhalb von Köln größere Aufmerksamkeit erreicht. „Ein handfester Kriminalfilm, der viele wirksame und erprobte Effekte der Leinwand verwendet“, lobte „Der Kinematograph“ und hob hervor, dass dafür „populäre Namen...verpflichtet“ wurden, darunter Carl de Vogt, ein „ausgezeichneter Maskenkünstler“. Der frühe Kölnkrimi war zwar kein Meilenstein der Filmkunst, aber laut zeitgenössischer Kritik ein durchschnittlicher Unterhaltungsfilm, „die rechte Kost für die große Menge.“
„Der Bettler vom Kölner Dom“ bietet ein charmantes Spiel mit dem Genre, welches im Film mit seinen maskierten Schurken und verkleideten Ermittlern ironisiert wird. Niemand ist der, der er zu sein vorgibt. Der Ernst der Ganovenhetze wird immer wieder gebrochen durch die Auftritte der beiden spaßigen Privatdetektive, die nach amerikanischem Vorbild als comic relief eingesetzt sind. Sie erinnern an das Ermittlerduo Schulze und Schultze aus Hergés berühmten „Tim und Struppi“-Comics.
„Ein komisches Detektivpaar, das noch dümmer ist als es die Polizei erlaubt, deren Dummheiten aber vom Publikum mit beifälligem Gelächter quittiert wurden“ schrieb der »Kinematograph« in seiner Nr. 1071 von 1927.
„Doch diesem lange Zeit vergessenen Werk mangelt es an vielem – maßgeblich an Spannung. Aber auch an faszinierender Optik. Der Österreicher Rolf Randolf (1878–1941) will eigentlich nichts anderes, als einen Krimi erzählen, und tut dies auf denkbar träge Weise“.

## Wiederveröffentlichung
„Der Bettler vom Kölner Dom“ wurde 2010 durch Stefan Drößler, Martin Koerber und Irene Schoor von der Deutschen Kinemathek auf DVD herausgebracht; die Ausgabe wurde im Kölner Stadtanzeiger rezensiert.